# Ligne 12 du métro de Mexico
Ligne Dorée
La ligne 12 est une des douze lignes du métro de Mexico, au Mexique.
Elle dessert 20,2 km de ligne et 20 stations.

## Histoire
Les travaux de construction de la ligne débutent en 2006 ; ils s’achèvent six ans plus tard et la ligne est mise en service le 30 octobre 2012, entre les stations Tláhuac et Mixcoac.
En 2021 doivent commencer les travaux pour prolonger la ligne de Mixcoac à Observatorio. Cette même année, le 3 mai, un accident a lieu : l'effondrement d'un pont au niveau de la station Olivos cause au moins vingt morts et soixante-dix blessés,.

## Schéma de la ligne

Schéma de la ligne

### Liste des stations
- Tláhuac
- Tlaltenco
- Zapotitlán
- Nopalera
- Olivos
- Tezonco
- Periférico Oriente
- Calle 11
- Lomas Estrella
- San Andrés Tomatlán
- Culhuacán
- Atlalilco
- Mexicaltzingo
- Ermita
- Eje central
- Parque de los Venados
- Zapata
- Hospital 20 de Noviembre
- Insurgentes Sur
- Mixcoac
- Valentín Campa
- Álvaro Obregón
- Observatorio